# Лучіано Негріні
Лучіано Негріні (італ. Luciano Negrini, 22 червня 1920 — 12 грудня 2012) — італійський академічний веслувальник.
Срібний призер Олімпійських Ігор 1936 року в складі розпашної двійки зі стерновим.